# Tournoi de Toulon
Tournoi de Toulon (aktuální oficiální název zní Festival international Espoirs de Toulon et du Var, Mezinárodní přehlídka nadějí v Toulonu a Varu) je fotbalový turnaj hráčů do 21 let, který se koná každoročně v květnu až červnu ve francouzském městě Toulon a okolí. Prvního ročníku v roce 1967 se účastnily juniorky předních evropských klubů, v roce 1974 startovaly kluby i reprezentace a od roku 1975 zvou pořadatelé už pouze národní výběry. Tradiční počet účastníků byl osm zemí, v roce 2013 startovalo deset zemí, rozdělených do dvou pětičlenných skupin, jejichž vítězové postoupili do finále. Historicky nejúspěšnějším účastníkem je domácí Francie s 11 tituly. Toulonský turnaj objevil hvězdy jako Jean-Pierre Papin (nejlepší střelec 1985), Claudio Taffarel (nejlepší brankář 1987), Alan Shearer (nejlepší hráč i střelec 1991), Thierry Henry (nejlepší hráč 1997) nebo Javier Mascherano (nejlepší hráč 2003).   

## Vítězové
- 1967 RSC Anderlecht
- 1974 Polsko
- 1975 Argentina
- 1976 Bulharsko
- 1977 Francie
- 1978 Maďarsko
- 1979 Sovětský svaz
- 1980 Brazílie
- 1981 Brazílie
- 1982 Jugoslávie
- 1983 Brazílie
- 1984 Francie
- 1985 Francie
- 1986 Bulharsko
- 1987 Francie
- 1988 Francie
- 1989 Francie
- 1990 Anglie
- 1991 Anglie
- 1992 Portugalsko
- 1993 Anglie
- 1994 Anglie
- 1995 Brazílie
- 1996 Brazílie
- 1997 Francie
- 1998 Argentina
- 1999 Kolumbie
- 2000 Kolumbie
- 2001 Portugalsko
- 2002 Brazílie
- 2003 Portugalsko
- 2004 Francie
- 2005 Francie
- 2006 Francie
- 2007 Francie
- 2008 Itálie
- 2009 Chile
- 2010 Pobřeží slonoviny
- 2011 Kolumbie
- 2012 Mexiko
- 2013 Brazílie
- 2014 Brazílie
- 2015 Francie
- 2016 Anglie
- 2017 Anglie
- 2018 Anglie

Československo bylo tradičním účastníkem turnaje, ale nikdy ho nevyhrálo; obsadilo druhé místo v letech 1981, 1982 a 1990 a třetí místo v letech 1974, 1980 a 1984. Individuální ceny získali Jozef Čapkovič, Luděk Mikloško, Stanislav Griga a Lubomír Pokluda.